# Perithemis intensa
Perithemis intensa là loài chuồn chuồn trong họ Libellulidae. Loài này được William Forsell Kirby mô tả khoa học đầu tiên năm 1889. Chúng là loài bản địa của tây nam Hoa Kỳ và México.